# Doggystyle
Doggystyle – debiutancki album amerykańskiego rapera Snoop Dogga, wtedy znanego jako Snoop Doggy Dogg wydany 23 listopada 1993 roku. 
Sprzedaż albumu w pierwszym tygodniu wyniosła ponad 800 tysiące egzemplarzy i zdobył on cztery platynowe płyty. Single Gin and Juice i Who Am I (What’s My Name) stały się wielkim przebojami w Ameryce. 

## Lista utworów
Za produkcję wszystkich utworów odpowiada Dr. Dre z wyjątkiem utworów „Serial Killa” oraz „For All My Niggaz & Bitches”, za produkcję których odpowiadają Dr. Dre oraz Daz Dilinger.
| Nr  | Tytuł utworu                                                                            | Tekst                                                                      | Długość |
| --- | --------------------------------------------------------------------------------------- | -------------------------------------------------------------------------- | ------- |
| 1.  | „Bathtub”                                                                               | Calvin Broadus Jr.                                                         | 1:50    |
| 2.  | „G Funk Intro”                                                                          | Broadus · Robin Allen                                                      | 2:24    |
| 3.  | „Gin and Juice” (gość. Daz Dillinger)                                                   | Broadus · Andre Young · Harry Wayne Casey · Richard Finch                  | 3:31    |
| 4.  | „W Balls (interludium)”                                                                 | Broadus                                                                    | 0:36    |
| 5.  | „Tha Shiznit”                                                                           | Broadus · Young                                                            | 4:04    |
| 6.  | „Domino Intro (interludium)”                                                            | Broadus                                                                    | 0:37    |
| 7.  | „Lodi Dodi” (gość. Nancy Fletcher)                                                      | Broadus · Douglas Davis · Hachidai Nakamura · Ei Rokusuke · Ricky Walters  | 4:24    |
| 8.  | „Murder Was the Case” (gość. Dat Nigga Daz)                                             | Broadus · Young · Delmar Arnaud                                            | 3:38    |
| 9.  | „Serial Killa” (gość. The D.O.C., Tha Dogg Pound oraz RBX)                              | Broadus · Young · Arnaud · Bootsy Collins                                  | 3:32    |
| 10. | „Who Am I? (What’s My Name?)”                                                           | Broadus · Young · George Clinton · Garry Shider · David Spradley           | 4:06    |
| 11. | „For All My Niggaz & Bitches” (gość. Tha Dogg Pound, The Lady of Rage oraz Lil' ½ Dead) | Broadus · Arnaud · Ricardo Brown · Allen                                   | 4:43    |
| 12. | „Ain't No Fun (If the Homies Can't Have None)” (gość. Nate Dogg, Warren G oraz Kurupt)  | Broadus · Young · Brown · Nathaniel Hale · Warren Griffin                  | 4:06    |
| 13. | „Chronic Relief Intro”                                                                  | Broadus                                                                    | 0:33    |
| 14. | „Doggy Dogg World” (gość. Tha Dogg Pound oraz The Dramatics)                            | Broadus · Arnaud · Brown · Richard Fields · James Harris III · Terry Lewis | 5:05    |
| 15. | „Class Room Intro (interludium)”                                                        | Broadus                                                                    | 0:44    |
| 16. | „Gz and Hustlas” (gość. Nancy Fletcher)                                                 | Broadus · Arnaud · Donald Blackman                                         | 3:51    |
| 17. | „Checkin (interludium)”                                                                 | Broadus · Young                                                            | 0:57    |
| 18. | „Gz Up, Hoes Down”                                                                      | Broadus · Young · Arnaud                                                   | 2:21    |
| 19. | „Pump Pump” (gość. Lil Malik)                                                           | Broadus · Young · Jamal Phillips · Malik Edwards                           | 3:42    |
|     |                                                                                         |                                                                            | 54:44   |

### Inne
- Utwór „Gz Up, Hoes Down” został wycofany z powodu sampla, jednak ukazał się on na pierwszych wydaniach płyty.
- W wydaniu płyty w Stanach Zjednoczonych, z tyłu okładki, utwór „Gz Up, Hoes Down” był błędnie zapisywany po utworze „Pump Pump” zamiast przed.
- W wydaniu europejskim, wszystkie interludia mają nadane tytuły, stąd ich nazwy pojawiają się w liście utworów[4]. W wydaniu oryginalnym w Stanach Zjednoczonych, wszystkie interludia są podpisane jako „Unititled” z wyjątkiem interludia „W Balls” podpisanego tak jak w wydaniu europejskim[5]. W późniejszych wydaniach, interludia zostały pominięte[6][7].
- W wydaniu oryginalnym, po utworze „Gz Up, Hoes Down” miał pojawić się utwór zatytułowany „Tha Next Episode” jednak z niewiadomych przyczyn nie dodano go do albumu[8]. Utwór został wypuszczony do Internetu ze słabą jakością audio w późnych latach 2000, obecnie jest dostępny w dobrej jakości w serwisie YouTube[9]. Utwór w zmienionej formie pod nazwą „The Next Episode” pojawił się na albumie „2001” Dr. Dre z 1999 roku.

### Sample[10]

#### Bathub
- Curtis Mayfield - „Give Me Your Love (Love Song)”
- The Last Poets - „The Shalimar”
- Dialog z filmu Odlot (1972 r.)

#### G-Funk Intro
- Funkadelic - „(Not Just) Knee Deep”
- Parliament - „Aqua Boogie (A Psychoalphadiscobetabioaquadoloop)”
- Dr. Dre, Snoop Dogg - „Deep Cover”

#### Gin and Juice
- George McCrae - „I Get Lifted”
- Slave - „Watching You”
- Mountain - „Long Red”
- Dr. Dre, Snoop Dogg, Daz Dillinger, Kurupt, Jewell -  „Bitches Ain't Shit”

#### W Balls
- Parliament - „Flashlight”

#### Tha Shiznit
- Billy Joel - „The Stranger”
- Parliament - „Flashlight”
- Sons of Champlin - „You Can Fly”
- Snoop Dogg, Daz Dillinger - „Gin and Juice”

#### Lodi Dodi
- Edwin Birdsong - „Rapper Dapper Snapper”

#### Murder Was the Case
- Santana - „Fried Neckbones”
- Mista Grimm, Warren G - „Indo Smoke”
- Dr. Dre, Snoop Dogg, Daz Dillinger - „Lil' Ghetto Boy”
- Piosenka „Now I Lay Me Down to Sleep”

#### Serial Killa
- Ohio Players - „Funky Worm”
- Cutty Ranks - „A Who Seh Me Dun”
- Boogie Down Productions - „Criminal Minded”
- Just-Ice, KRS-One - „Moshitup”
- Naughty by Nature, Heavy D - „Ready for Dem”

#### Who Am I? (What's My Name?)
- The Counts - „Pack of Lies”
- George Clinton - „Atomic Dog”
- Parliament - „Give Up the Funk (Tear the Roof Off the Sucker)”
- Funkadelic - „(Not Just) Knee Deep”
- Parliament - „P. Funk (Wants to Get Funked Up)”
- Dr. Dre, Snoop Dogg - „One Eight Seven”
- Dr. Dre, Snoop Dogg, RBX - „Rat-Tat-Tat-Tat”
- Dr. Dre, Snoop Dogg, Daz Dillinger, Nate Dogg, Warren G - „Deeez Nuuuts”

#### For All My Niggaz & Bitches
- Tha Dogg Pound, Snoop Dogg - „Niggas Don't Give a Fuck”

#### Ain't No Fun (If the Homies Can't Have None)
- Isaac Hayes - „A Few More Kisses to Go”
- Lyn Collins - „Think (About It)”
- Mista Grimm, Warren G - „Indo Smoke”
- Carl Perkins - „Blue Suede Shoes”
- Ice Cube - „Turn Off the Radio”

#### Doggy Dogg World
- Kool & the Gang - „Summer Madness”
- Richard Fields - „If It Ain't One Thing...It's Another”
- George Clinton - „I Didn't Come Rhythm”
- The Emotions - „Best of My Love”
- Piosenka „This Old Man”

#### Gz and Hustlas
- Bernard Wright - „Haboglabotribin'”
- Dr. Dre, Snoop Dogg - „Nuthin' but a 'G' Thang”

#### Gz Up, Hoes Down
- Isaac Hayes - „The Look of Love (Live at the Sahara Tahoe)'”

## Personel
- Snoop Dogg – Wokale
- Dr. Dre – Producent
- Daz Dillinger – Producent, Wokale, Wykonawca
- Tha Dogg Pound – Wykonawca
- Warren G – Wykonawca
- The D.O.C. – Teksty, Wykonawca
- The Lady of Rage – Wykonawca
- RBX – Wykonawca
- Kurupt – Wykonawca
- Nate Dogg – Wykonawca
- The Dramatics – Wykonawca
- Chris „The Glove” Taylor – Teksty, Producent, Mixing
- Suge Knight – Kierowniczy Producent
- Bernie Grundman – Mastering
- Chicu Modu – Fotografia
- Nanci Fletcher – Wokale, Wokale (background)
- Dan Winters – Fotografia
- Kimberly Holt – Artwork
- Kimberly Brown – Koordynator Projektu
- Joe Cool – Artwork Okładki